# منتخب تايبيه الصينية لكرة اليد للسيدات
منتخب تايبيه الصينية لكرة اليد للسيدات هو الممثل الرسمي لتايبيه الصينية في رياضة كرة اليد. شارك في بطولة آسيا لكرة اليد للسيدات 11 مرة وكانت المشاركة الأولى في سنة 1987، كان أفضل مركز له فيها هو الرابع.